# Félix J. Palma
Félix J. Palma (* 1968 in Sanlúcar de Barrameda) ist ein spanischer Schriftsteller.
Der Werbefachmann wurde schon für seine ersten Erzählungen und Romane mehrfach ausgezeichnet, so dass er den Beruf nie ausübte. Für seinen Roman El mapa del tiempo (deutsch: Die Landkarte der Zeit, 2010), ein Bestseller in Spanien, erhielt er 2008 den Premio Ateneo de Sevilla.
Palma lebt in Madrid.

## Werke

### Erzählbände
- El vigilante de la salamandra (1998)
- Métodos de supervivencia (1999)
- Las interioridades (2001)
- Los arácnidos (2003)
- El menor espectáculo del mundo (2010)

### Romane
- La hormiga que quiso ser astronáuta (2001; Jugendroman)
- Las corrientes oceánicas (2005)
- Viktorianische Trilogie
  - El mapa del tiempo (2008); deutscher Titel: Die Landkarte der Zeit (2010)
  - El mapa del cielo (2012); deutscher Titel: Die Landkarte des Himmels (September 2012)
  - El mapa del caos (2014); deutscher Titel: Die Landkarte des Chaos (September 2015)

## Auszeichnungen
- 2001: Premio Tiflos für Las interioridades
- 2003: Premio Iberoamericano de relatos Cortes de Cádiz für Los arácnidos
- 2005: Premio Luis Berenguer für Las corrientes oceánicas
- 2008: Premio Ateneo de Sevilla für El mapa del tiempo